# Beni Bouayach
Beni Bouayach of Ait Bouayach (Berbers: ⴰⵢⵜ ⴱⵓⵄⵉⵢⴰⵛ) is een stad en gemeente gelegen in de Rif, in het noordoosten van Marokko. Al
Hoceima is de hoofdstad van de gelijknamige provincie Al Hoceima in de regio Tanger-Tétouan-Al Hoceïma. Het was de hoofdstad van het eeuwenoude Emiraat Nekor, toen nog onder de naam Nekor. Beni Bouayach ligt op een afstand van 22 kilometer van de kuststad Al Hoceima in het stamgebied van de Ait Waryaghar. De stad telde in 2024 ruim 20 duizend inwoners.
De grootste omliggende dorpen zijn Tifarouin, Issoufien, Ait Taa, Tazourakht en Mnoud.
De stad heeft in de 20ste eeuw roerige perioden gekend; zowel tijdens de postkoloniale "Rif-Intifada" van 1959 als ook de hongerrellen in de jaren 80 was de stad toneel van hevige onlusten.

## Geschiedenis
Beni Bouayach is eeuwenoud en was de hoofdstad van het emiraat Nekor. De huidige stad is gesticht door Riffijnse Europeanen. Tijdens het Spaanse protectoraat had Beni Bouayach niet meer dan 1000 inwoners. Na 1956 steeg de populatie van Beni Bouayach naar 15.000 inwoners in 2005. In februari 2004 was er een aardbeving in de provincie van Al Hoceima waar Bouäyach ook onder viel. Er stierven zeker 1000 mensen. Het aardbevingsinstituut legde daarbij een kracht vast van 6,7 op de schaal van Richter.
In het jaar 1908 moest Beni Bouayach de zuidelijke kant van Ait Wayegher beschermen tegen het leger van Bouhmara, ook heeft Beni Bouayach samen met andere streken van de Ait Wayegher een leger opgesteld om Bouhmra en zijn veel grotere leger een halte toe te roepen.
Tijdens de Rifoorlog was er een fabriek in Beni Bouayach die kapotte wapens repareerde. Ook werden er in dezelfde fabriek Riffijnse granaten gemaakt. Aan het einde van de oorlog maakte men ook eigen gifbommen waarmee het Riffijnse leger de Spaanse stellingen bestookte. Als resultaat werden alle Europese gifgasaanvallen voor een lange tijd gestopt omdat de Riffijnse gifbommen werden gemaakt van Europese bommen die niet tot ontploffing kwamen.
Anno 2008 is de stad sterk in ontwikkeling, vooral dankzij Marokkanen die in het buitenland wonen en werken. Dat is goed te zien in de zomerperiode, wanneer de stad veel bezoek krijgt van Marokkanen uit het buitenland die voornamelijk familie komen opzoeken. De Marokkaanse koning Mohammed VI heeft er daarom meerdere projecten laten opzetten, bijvoorbeeld door de bouw van appartementencomplexen, wegen en een nieuwe markt. De koning bezoekt de stad en omstreken doorgaans elke twee jaar om te kijken of de projecten zijn gerealiseerd en of er vooruitgang is geboekt. Dit alles heeft ertoe geleid dat de stad uitbreidt. Anno 2008 wordt het inwoneraantal geschat op 17.000.

## Bezienswaardigheden
- De naar Mohammed Abdelkrim El Khattabi genoemde Abdelkrim El Khattabi-dam
- Rondom de stad liggen veel oude maraboets die een bezoekje waard zijn, ook oude waterbronnen, oude moskeeën en traditionele huizen.
- De eeuwenoude maandagmarkt. Deze markt was zeer belangrijk voor Benin Bouayach. Verschillende stammen kwamen daar hun producten verhandelen.